# فناوری کوانتومی

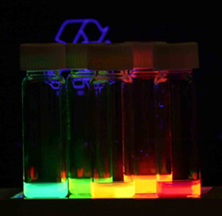
نقاط کوانتومی کلوئیدی که با پرتو فرابنفش در حال تابش هستند. نقاط مختلف کوانتومی به دلیل محدودیت کوانتومی نورهای متفاوتی از خود نشر می‌کنند.

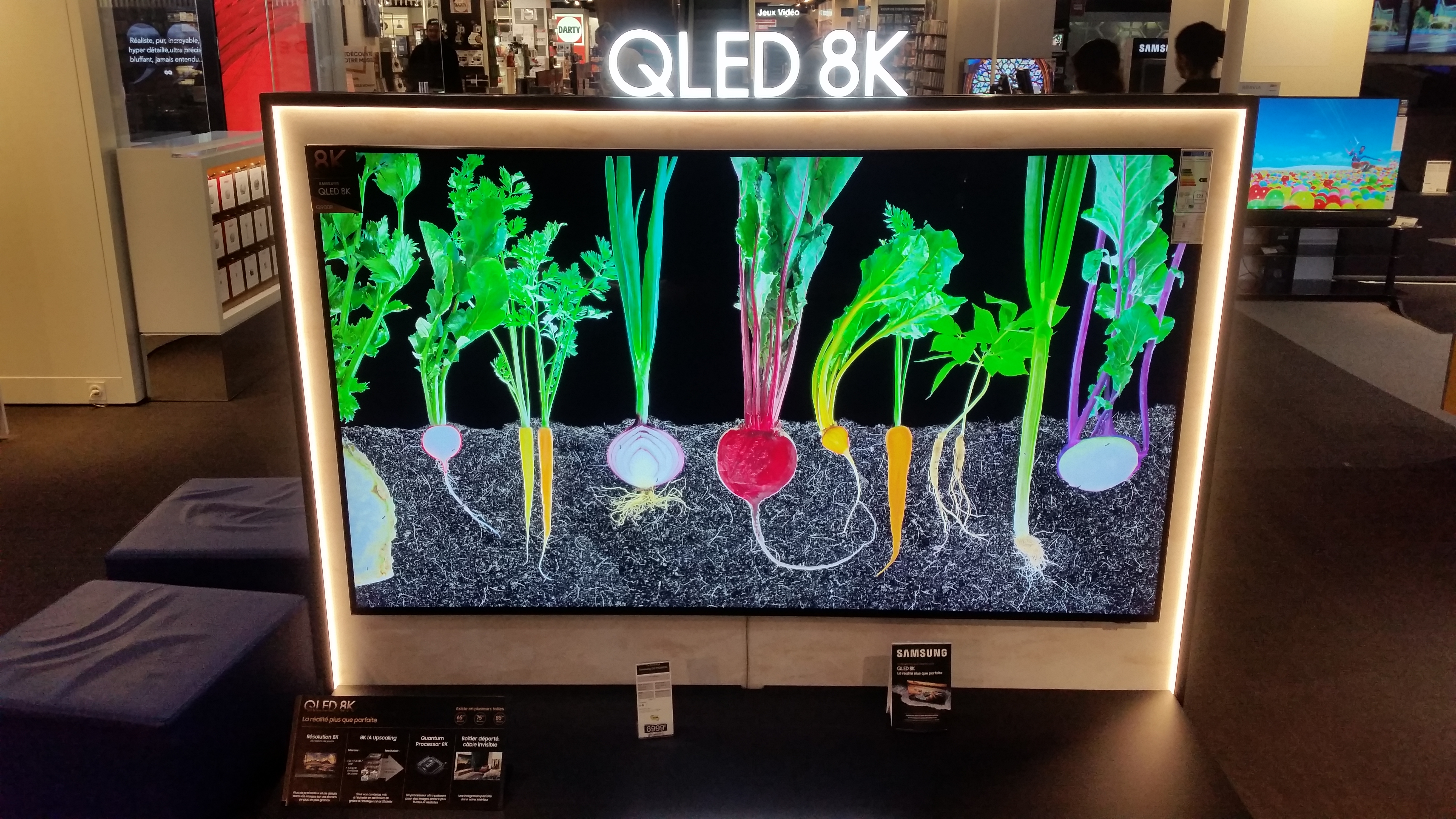
تلویزیون QLED سامسونگ ۸کا - ۷۵ اینچ که از فناوری Quantum dot display بهره می‌گیرد.

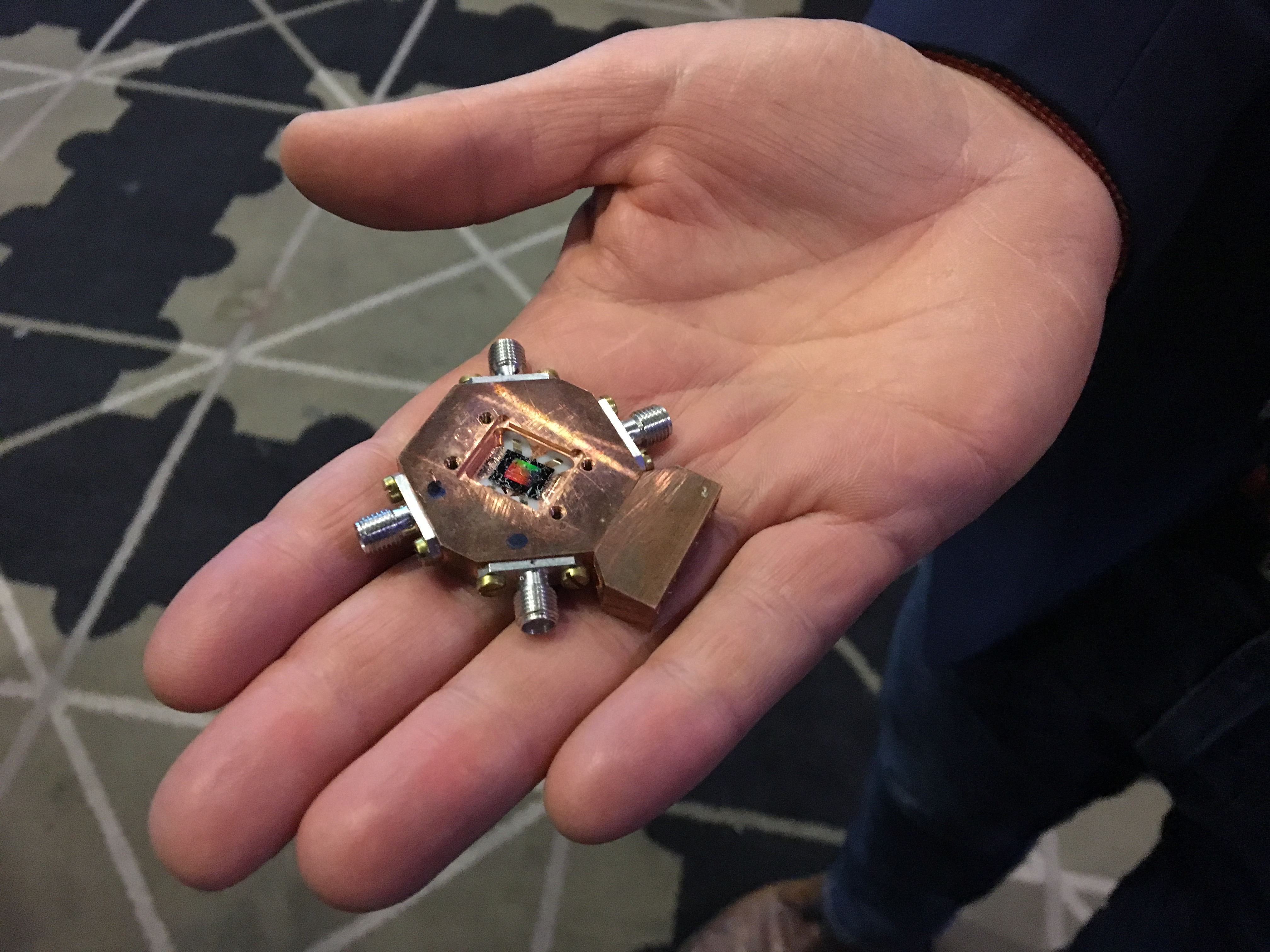
یک پردازنده کوانتومی، برای یک کامپیوتر کوانتومی، با سه بیت کوانتومی (کیوبیت) و سه حفره قابل خواندن، ساخته شده در مه ۲۰۱۷ در آزمایشگاه نانوساختار در دانشگاه فناوری چالمرز.

فناوری کوانتومی (به انگلیسی: Quantum technology) یکی از زمینه‌های نوظهور فیزیک و مهندسی است که بر اصول مکانیک کوانتومی متکی است. رایانش کوانتومی، حسگرهای کوانتومی، رمزنگاری کوانتومی، شبیه‌سازی کوانتومی، اندازه‌شناسی کوانتومی و تصویر کوانتومی همه نمونه‌هایی از فناوری‌های کوانتومی هستند، جایی که ویژگی‌های مکانیک کوانتومی، به ویژه درهم تنیدگی کوانتومی، برهم‌نهی کوانتومی و تونل‌زنی کوانتومی مهم هستند.

## تاریخ
امروزه دستگاه‌های زیادی در دسترس هستند که اساساً به تأثیرات مکانیک کوانتومی وابسته هستند که شامل سیستم‌های لیزری ، ترانزیستورها و دستگاه‌های نیمه هادی و سایر دستگاه‌ها، مانند MRI است. آزمایشگاه علوم و فناوری دفاعی انگلستان (DSTL) این دستگاه‌ها را به عنوان "کوانتوم ۱٫۰" نام نهاده، که دستگاه‌هایی هستند که به تأثیرات مکانیک کوانتومی متکی می‌باشند. اینها عموماً به عنوان طبقه ای از دستگاه‌ها در نظر گرفته می‌شوند که به‌طور فعال حالات کوانتومی ماده را ایجاد، دستکاری و می‌خوانند، که اغلب از اثرات کوانتومی ترکیب و درهم تنیدگی استفاده می‌کنند.

## ارتباطات ایمن
ارتباطات امن کوانتومی روش‌هایی هستند که انتظار می‌رود در ظهور سیستم‌های محاسباتی کوانتومی که می‌توانند سیستم‌های رمزنگاری فعلی را خراب یا دگرگون و دچار چالش کنند، «ایمن کوانتومی» باشند. انتظار می‌رود یکی از مولفه‌های مهم سیستم‌های ارتباطی ایمن کوانتومی ،توزیع کلیدهای کوانتومی یا QKD باشد: روشی برای انتقال اطلاعات با استفاده از نور درهم تنیده به گونه ای که هرگونه رهگیری انتقال را برای کاربر آشکار می‌سازد. فناوری دیگر در این زمینه مولد عدد تصادفی کوانتومی است که برای محافظت از داده‌ها استفاده می‌شود. این امر بدون پیروی از روش الگوریتم‌های محاسباتی که صرفاً از تصادف تقلید می‌کنند، اعداد واقعاً تصادفی تولید می‌کند.

## محاسبه
انتظار می‌رود رایانه‌های کوانتومی تعدادی کاربرد مهم در زمینه‌های محاسباتی مانند بهینه‌سازی و یادگیری ماشین داشته باشند. آنها شاید بیشتر به دلیل توانایی مورد انتظار خود در انجام " الگوریتم شور " شناخته شوند، که می‌تواند برای فاکتورگیری اعداد بزرگ مورد استفاده قرار گیرد و یک فرایند مهم در تأمین امنیت انتقال داده‌ها است.